# Тупик (фильм, 1966)
«Тупи́к» (фр. Cul-de-sac) — фильм режиссёра Романа Поланского, удостоенный главного приза Берлинского кинофестиваля 1966 года. Главные роли исполнили Лайонел Стэндер, Дональд Плезенс и Франсуаза Дорлеак.
В своих интервью Полански не раз повторял, что считает «Тупик» своим лучшим фильмом и, будь его воля, снимал бы только ленты, подобные этой.

## Сюжет
Два гангстера, Дики и Элби, получив ранения во время попытки ограбления, прячутся от полиции у приливного острова Линдисфарн. Они набредают на Линдисфарнский замок, расположенный в приливно-отливной зоне — время от времени он оказывается то на материке, то на острове.
В уединённом замке живут муж с женой — несколько неуравновешенный Джордж и красивая, но неверная Тереза, которая гораздо моложе его. Дики захватывает молодожёнов в заложники до прибытия своего таинственного босса по имени Кательбах. Ночью его напарник умирает от раны. Вместо босса в замок приезжают досужие гости, и топорному гангстеру в их присутствии поневоле приходится изображать из себя лакея.
В момент, когда ситуация готова разрешиться без лишней крови, из-за взбалмошности и жестокости Терезы происходит убийство Дики. Девушка покидает замок с очередным любовником, оставив обезумевшего Джорджа рыдать сидя на скале в море, повторяя имя своей первой жены, Агнессы.

## В ролях
- Лайонел Стэндер — Дики
- Дональд Плезенс — Джордж
- Франсуаза Дорлеак — Тереза
- Джек МакГоуран — Элби
- Йен Кваррье — Кристофер
- Джеффри Самнер — отец Кристофера
- Рене Хьюстон — мать Кристофера
- Роберт Дорнинг — знакомый Филип
- Мэри Кин — знакомая Мэрион
- Уильям Франклин — Сесил
- Жаклин Биссет (Джекки Биссет) — Жаклин
- Тревор Делани — Николас

## Работа над фильмом
Первые короткометражки Поланского находились в русле польской и европейской традиции абсурдистского театра. Затем ему пришлось снять два более традиционных по форме полнометражных фильма — в первом случае, под давлением социалистической идеологии, во втором — чтобы сделать себе имя на Западе. Если верить автобиографии режиссёра, легендарный фильм «Отвращение» с присущим ему налётом сюрреализма был для него лишь шагом к абсурдистскому проекту в духе Беккета и Пинтера. Ещё в начале 1960-х он описывал его сюжетную линию следующим образом:

Это рассказ о новобрачных, ему лет 46 или 48, ей 22 или 23. Они живут в разваливающемся доме у моря. Он очень богат, но она грозит пустить его по миру своими тратами. Она не в своём уме, но он любит её. В их доме пытается найти убежище раненый бандит.

Поначалу речь шла о фильме, в котором на язык кино были бы переведены художественные координаты таких беккетовских пьес, как «В ожидании Годо» и «Эндшпиль», с примесью «театра жестокости» Арто. Само название фильма — «В ожидании Кательбаха» — должно было отсылать к знаменитой пьесе Беккета (аллюзия на «Эндшпиль» удержана и в названии «Тупик»). На главные роли были выбраны Макгоуран и Плезенс — театральные актёры, сделавшие себе имена в постановках пьес Беккета и Пинтера, соответственно. 
Полански вспоминает, что сценарий был для него с Браком чистой импровизацией, «как будто бы кто-то дал нам холст и кисти и сказал, „Творите, ребята“. Сцены и персонажи выросли из всего того, что занимало сценаристов в то время — как в жизни, так и в искусстве. Прототипом Дики стал польский друг Поланского по имени Анджей Кательбах, прототипом Терезы — первая жена Поланского, Барбара Квятковска. Первоначально предполагалась, что молодожёнов сыграют сам режиссёр и пытавшаяся помыкать им Барбара.
Съёмки фильма проходили на острове Линдисфарн на севере Англии. Они столкнулись с множеством трудностей, включая ненастную погоду, постоянные перебранки режиссёра с актёрами и актёров между собою, проблемы Стэндера со здоровьем (у него пошаливало сердце) и отсутствием на острове элементарных удобств. Фильм был восторженно принят на Берлинале, однако менее высоколобые критики, особенно в Штатах, его не поняли и подвергли остракизму. Многие недоумевали, зачем нужно снимать фильм, где все без исключения персонажи вызывают лишь антипатию. Всего через пару дней после американской премьеры он был фактически снят с проката.

## Анализ
Задуманный как кинематографический аналог пьес Беккета, «Тупик» повторяет геометрический минимализм их структуры. В фильме четыре главных персонажа — из них двое «командиров» и двое «подчинённых». Отношения между углами этого квадрата вскрывают скрытый садомазохизм, на котором строится эта (да и любая другая) кинокомедия. По ходу фильма герои несколько раз меняются ролями. Сюжетные ожидания зрителей постоянно фрустрируются: например, в этом фильме не гангстеры несут смерть мирному семейству, как можно было бы ожидать в обычном триллере, а наоборот. Жизненным «тупиком» оказывается остров не только для незадачливых налётчиков, но и для главного героя, Джорджа. Прибытие бандитов вскрывает несбыточность его надежд на семейное счастье в браке с Терезой. Экзистенциальный тупик в том, что он внутренне принимает ситуацию, в которой его постоянно запугивают, унижают и оскорбляют другие (в первую очередь, Дики и Тереза).

## Наследие
Образованная в 1990 году в Бостоне экспериментальная музыкальная группа «Cul de Sac», которую считают одними из основоположников пост-рока, взяла своё название именно от фильма Романа Полански.